# La Neuville-Garnier
La Neuville-Garnier är en kommun i departementet Oise i regionen Hauts-de-France i norra Frankrike. Kommunen ligger i kantonen Auneuil som tillhör arrondissementet Beauvais. År 2018 hade La Neuville-Garnier 256 invånare.

## Befolkningsutveckling
Antalet invånare i kommunen La Neuville-Garnier
| Referens: INSEE |